# Dardurus nemoralis
Dardurus nemoralis là một loài nhện trong họ Amaurobiidae.
Loài này thuộc chi Dardurus. Dardurus nemoralis được Hugh Davies miêu tả năm 1976.